# Alioum Moussa
 (juin 2008).
Si vous disposez d'ouvrages ou d'articles de référence ou si vous connaissez des sites web de qualité traitant du thème abordé ici, merci de compléter l'article en donnant les références utiles à sa vérifiabilité et en les liant à la section « Notes et références ».
Alioum Moussa est un peintre et sculpteur camerounais né en 1977. Il vit et travaille à Douala au Cameroun.

## Biographie

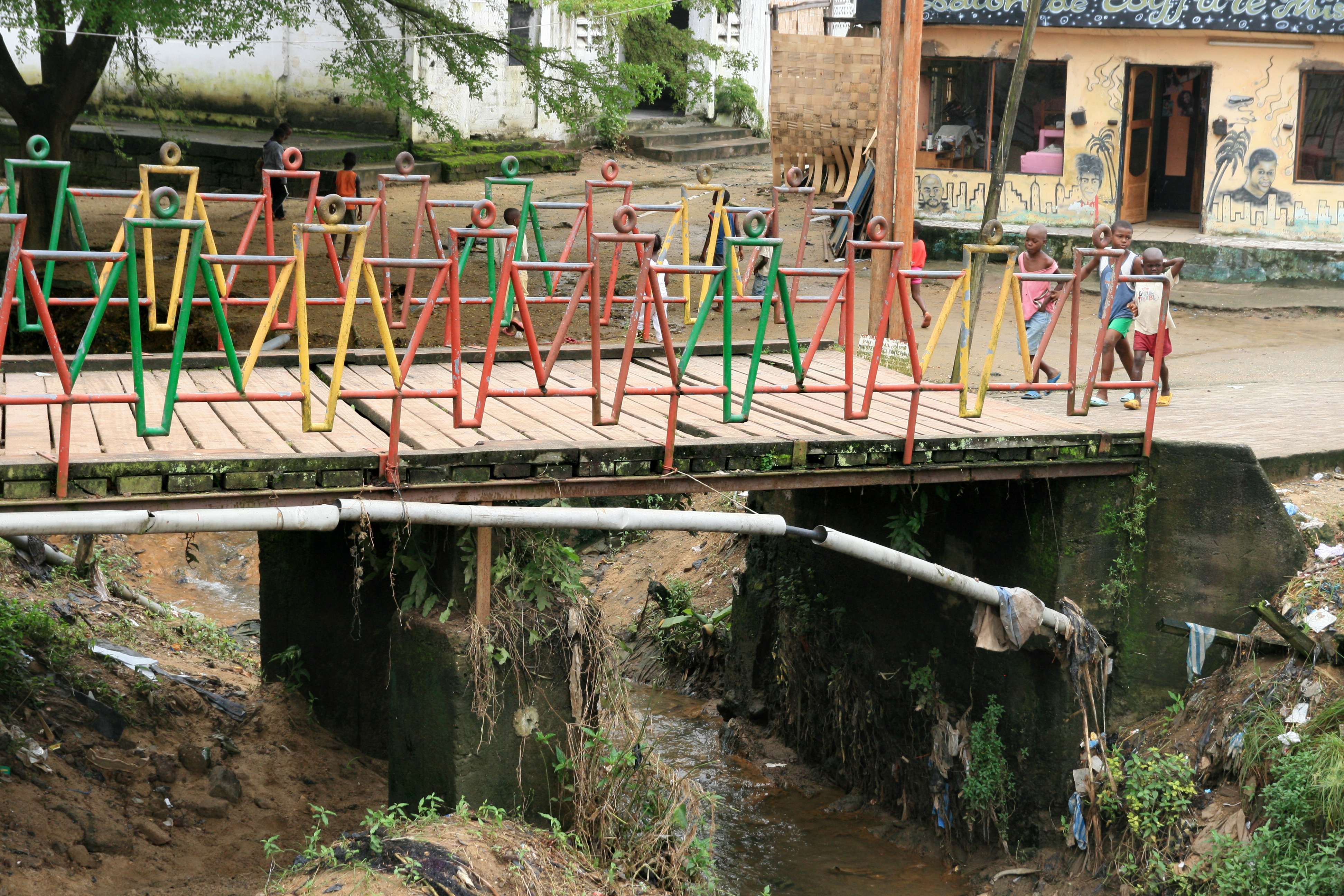
La passerelle de Bessengue Douala.

Alioum Moussa est infographiste et illustrateur de formation. Après avoir passé de nombreuses années à Douala, puis quelque temps à Niamey (Niger), il vit et travaille à Yaoundé (Cameroun).
Artiste plasticien autodidacte, il s’exprime au travers de plusieurs médias : peinture en premier lieu, mais aussi assemblages d’objets, performances, installations, etc. Il expérimente également la scénographie théâtrale. Sa carrière débute en 1993, lorsqu’il gagne le prix du meilleur artisan camerounais au concours organisé par le Ministère du Commerce. Il se perfectionne au cours d’ateliers et résidences dans différentes parties du monde, notamment à IAAB (Bâle, Suisse) en 2006 et à l’« Université des Idées » de la Fondation Pistoletto (Biella, Italie) en 2010. Il travaille avec les matériaux qu’il trouve, que ce soit l’acrylique ou la boue. Ses dernières explorations reposent sur le recyclage du textile, tissu pagne ou vêtements en coton (T-shirt). En utilisant des vêtements de seconde main comme médium principal, Alioum Moussa prend position contre l’Afrique rebut du monde de la mode industrielle. « Le visage caché de cette friperie (...) traduit un peu le rapport entre l’occident et l’Afrique », dit-il. Son regard, rempli d'humour sur la personne humaine, a pris avec le temps une tournure de plus en plus politique, interrogeant la place de l’Afrique dans la globalisation.
Il est lauréat de « Visa pour la création » de l’AFAA/Culturesfrance en 2007. Il a participé au projet de résidence IAAB à Bâle en Suisse en 2006, à la tournée artistique ouest africaine "EXITOUR 2006" et est Lauréat de visa pour la création 2007 de AFAA/Culturesfrance. En 2010, il remporte le concours Illy et son design est retenu pour décorer des tasses à café de la marque.